# Moisés Kaufman
Moisés Kaufman (Caracas, 21 de noviembre de 1963) es un director de teatro, cineasta y dramaturgo venezolano-estadounidense, fundador de Tectonic Theater Project, con sede en Nueva York, y cofundador de Miami New Drama en el Colony Theatre. En 2016 fue galardonado por el presidente Barack Obama le concedió la Medalla Nacional de las Artes. Es conocido sobre todo por haber creado El proyecto Laramie (2000) con otros miembros de Tectonic Theater Project. Ha dirigido numerosos espectáculos en Broadway y a escala internacional, y es autor de numerosas obras de teatro, entre ellas Gross Indecency: The Three Trials of Oscar Wilde y 33 Variations.

## Biografía
Kaufman, de ascendencia judeo-rumana y judeo-ucraniana, nació en Caracas, Venezuela, y estudió teatro en la Universidad Metropolitana. Tras emigrar a Estados Unidos, se mudó a Nueva York para estudiar y se graduó en Universidad de Nueva York.
En 2005 se describió a sí mismo en una entrevista diciendo: "Soy venezolano, soy judío, soy gay, vivo en Nueva York. Soy la suma de todas mis culturas. No podría escribir nada que no incorporara todo lo que soy".
Kaufman recibió una beca Guggenheim en 2002 tras el estreno de El proyecto Laramie, basada en extensas entrevistas con residentes y comentaristas de Wyoming y alrededores implicados en las secuelas del asesinato del estudiante gay Matthew Shepard.
Debutó como director en Broadway con la producción de 2004 de I Am My Own Wife, de Doug Wright, la cual ganó los premios Tony al mejor actor de teatro y a la mejor obra de teatro.
El 22 de septiembre de 2016, Kaufman recibió la Medalla Nacional de las Artes y las Humanidades en una ceremonia presidida por el presidente Barack Obama. Es el primer venezolano en recibir el honor.
En 2022, Kaufman fue incluido en el libro 50 Key Figures in Queer US Theatre (en español: 50 figuras clave del teatro queer estadounidense), en un capítulo escrito por la especialista en teatro Bess Rowen.

## Créditos escénicos

### Como dramaturgo
- Gross Indecency: The Three Trials of Oscar Wilde (1997)
- The Laramie Project (2000)
- 33 Variations (2009)
- One Arm (2011) (adaptation)
- London Mosquitoes (2011)
- Here There Are Blueberries (2018)
- Greed (2021)

### Como director
- Women in Beckett (1991)
- The Nest (1994)
- Marlowe's Eyes (1996)
- Gross Indecency: The Three Trials of Oscar Wilde (1997)
- The Laramie Project (2000)
- I Am My Own Wife (2003, his Broadway debut)
- Master Class (2004) with Rita Moreno
- Lady Windermere's Fan (2005)
- This Is How It Goes (2005) (Donmar Warehouse) starring Ben Chaplin
- Macbeth (2006) (The Public Theater's Shakespeare in the Park) starring Liev Schreiber
- 33 Variations (2009) (Broadway) starring Jane Fonda
- Into the Woods (2009)
- Puss in Boots (El Gato con Botas) (2010)
- Bengal Tiger at the Baghdad Zoo (2011) (Broadway) starring Robin Williams
- One Arm (2011)
- The Nightingale (2012)
- The Heiress (2012) (Broadway) with Jessica Chastain
- Torch Song (2018) (Broadway)
- Paradise Square (2018) (Berkeley Rep, Chicago, Broadway)
- Here There Are Blueberries (2018)
- Seven Deadly Sins (2021)

## Créditos en cine y televisión
- The Laramie Project (2002)
- The L Word (2006–07, 2 episodes)

## Premios
- 1997 Premio Joe A. Callaway por la excelencia en la dirección: Indecencia Grave: Los Tres juicios de Oscar Wilde
- 1998 Premio Lucille Lortel Juego Sobresaliente: Indecencia Grave: Los Tres juicios de Oscar Wilde
- Premio del Círculo de Críticos de Teatro del Área de la Bahía: Indecencia Grave: Los Tres juicios de Oscar Wilde
- 2002 Premio Primetime Emmy Nominación Mejor Director: El Proyecto Laramie (HBO)
- 2002 Premio Primetime Emmy Nominación Mejor Escritura (con los miembros del Teatro Tectónico): El Proyecto Laramie (HBO)
- Premio Oso de Oro 2002 de la Festival de Cine de Berlín: El Proyecto Laramie (HBO)
- 2002 Premio de la Junta Nacional de Revisión para Mejor Película Hecha para Televisión: El Proyecto Laramie (HBO)
- 2002 Premio Humanitas: El Proyecto Laramie (HBO)
- 2002 Premio GLAAD de Medios: El Proyecto Laramie (HBO)
- 2004 Premio Obie Mejor Director: Yo Soy Mi Propia Esposa
- 2004 Premio Tony Nominación Mejor Director: Yo Soy Mi Propia Esposa
- 2004 Premio Lucille Lortel Director Destacado: Yo Soy Mi Propia Esposa
- 2007  Premio Edgerton New American Play 2007 33 Variaciones
- 2008 Harold y Mimi Steinberg / Premio New Play de la Asociación Americana de Críticos de Teatro.[10]: 33 Variaciones
- 2009 Premio Tony Nominación Mejor Obra: 33 Variaciones
- 2016 Medalla Nacional de las Artes dado por el presidente Barack Obama
- 2024 Premio Pulitzer de Drama Nominación: Aquí Hay Arándanos
- Beca Guggenheim
- Premio Lambda al Libro
- Casa del Artista de Venezuela
- Asociación Americana de BibliotecasPremio de Literatura LGBT
- Fundación Matthew ShepardPremio"Marcando la Diferencia" de 's
- Premio a la Integridad Artística de la Campaña de Derechos Humanos
- Premio Carbonell
- 2024 Finalista del Premio Pulitzer en Drama: 'Aquí Hay Arándanos'
- 2024  Premio Helen Hayes : Mejor Dirección' Aquí Hay Arándanos ' Compañía de Teatro Shakespeare